# Emmy do Primetime de melhor atriz convidada numa série de drama
O Emmy do Primetime de melhor atriz convidada numa série de drama (no original em inglês Primetime Emmy Award for Outstanding Guest Actress in a Drama Series) é uma das categorias dos Prêmios Emmy do Primetime.

## Anos 1970
- 1975 - Zohra Lampert em Kojak
- 1976 - Fionnula Flanagan em Rich Man, Poor Man
- 1977 - Beulah Bondi em The Waltons
- 1978 - Rita Moreno em The Rockford Files

## Anos 1980
- 1987 - Alfre Woodard em L.A. Law
- 1988 - Shirley Knight em Thirtysomething
- 1989 - Kay Lenz em Midnight Caller

## Anos 1990
| - 1990: Viveca Lindfors - Life Goes On como Srª. Doubcha - Shirley Knight - Thirtysomething como Ruth Murdoch - Ruby Dee - China Beach como Ruby - Kay Lenz - Midnight Caller como Tina Cassidy - Colleen Dewhurst - Road to Avonlea como Marilla Cuthbert - 1991: Peggy McCay - The Trials of Rosie O'Neill como Irene Hayes - Eileen Brennan - Thirtysomething como Margaret Weeston - Penny Fuller - China Beach como Margaret Mary McMurphy - Colleen Dewhurst - Road to Avonlea como Marilla Cuthbert - 1992: neste ano, não houve premiação para esta categoria - 1993: Elaine Strich - Law & Order como Lanie Stieglitz - Gwen Verdon - Homicide: Life on the Street como Jessie Doohen - Bibi Besch - Northern Exposure como Jane O'Connell - Diane Ladd - Dr. Quinn, Medicine Woman como Charlotte Cooper - Rosanna Carter - I'll Fly Away como Eulalia Jefferson - 1994: Faye Dunaway - Columbo: It's All in the Game como Lauren Staton - Marlee Matlin - Picket Fences como Laurie Bey - Penny Fuller - NYPD Blue como Roberta Taub - Bonnie Bedelia - Fallen Angels como Sally Creighton - Laura Dern - Fallen Angels como Annie Ainsley - Stockard Channing - Road to Avonlea como Viola Elliott | - 1995: Shirley Knight - NYPD Blue como Agnes Cantwell - Amy Brenneman - NYPD Blue como Janice Licalsi - CCH Pounder - The X-Files como Agente Lucy Kazdin - Rosemary Clooney - ER como Mary Cavanaugh/Madame X - Colleen Flynn - ER como Jodi O'Brien - 1996: Amanda Plummer - The Outer Limits como Theresa Givens - Louise Fletcher - Picket Fences como Christine Bey - Penny Fuller - ER como Sra. Constantine - Carol Kane - Chicago Hope como Marguerite Birch - Lily Tomlin - Homicide: Life on the Street como Rose Halligan - Maureen Stapleton - Road to Avonlea como Maggie MacPhee - 1997: Dianne Wiest - Road to Avonlea como Lillian Hepworth - Veronica Cartwright - ER como Norma Houston - Isabella Rossellini - Chicago Hope como Prof.ª Marina Giannini - Diane Ladd - Touched by an Angel como Carolyn Sellers - Anne Meara - Homicide: Life on the Street como Donna DiGrazi - 1998: Cloris Leachman - Promised Land como tia Mooster - Veronica Cartwright - The X-Files como Cassandra Spender - Lili Taylor - The X-Files como Marty Glenn - Swoosie Kurtz - ER como Tina Marie Chambliss - Alfre Woodard - Homicide: Life on the Street como Dr.ª Roxanne Turner - 1999: Debra Monk - NYPD Blue como Katie Sipowicz - Veronica Cartwright - The X-Files como Cassandra Spender - Julia Roberts - Law & Order como Katrina Ludlow - Patty Duke - Touched by an Angel como Nancy Williams - Marion Ross - Touched by an Angel como Emma |

## Anos 2000
| - 2000: Beah Richards - The Practice como Gerturde Turner - Marlee Matlin - The Practice como Sally Berg - Kathy Baker - Touched by an Angel como Ellen - Jane Alexander - Law & Order: Special Victims Unit como Regina Mulroney - Tracy Pollan - Law & Order: Special Victims Unit como Harper Anderson - 2001: Sally Field - ER como Maggie Wyczenski - Kathy Baker - Boston Public como Meredith Peters - Annabella Sciorra - The Sopranos como Gloria Trillo - Dana Delany - Family Law como Mary Sullivan - Jean Smart - The District como Sherry Reagan - 2002: Patricia Clarkson - Six Feet Under como Sarah O'Connor - Illeana Douglas - Six Feet Under como Angela - Lili Taylor - Six Feet Under como Lisa Kimmel Fischer - Martha Plimpton - Law & Order: Special Victims Unit como Claire Rinato - Mary McDonnell - ER como Eleanor Carter - 2003: Alfre Woodard - The Practice como Denise Freeman - Barbara Barrie - Law & Order: Special Victims Unit como Paula Haggerty - Kathy Bates - Six Feet Under como Bettina - Farrah Fawcett - The Guardian como Mary Gressler - Tovah Feldshuh - Law & Order como Danielle Melnick - Sally Field - ER como Maggie Wyczenski - 2004: Sharon Stone - The Practice como Sheila Carlisle - Betty White - The Practice como Catherine Piper - Marlee Matlin - Law & Order: Special Victims Unit como Dr.ª Amy Solwey - Mare Winningham - Law & Order: Special Victims Unit como Sandra Blaine - Louise Fletcher - Joan of Arcadia como Eva | - 2005: Amanda Plummer - Law & Order: Special Victims Unit como Miranda - Jill Clayburgh - Nip/Tuck como Bobbi Broderick - Swoosie Kurtz - Huff como Madeleine Sullivan - Angela Lansbury - Law & Order: Trial by Jury como Eleanor Duvall - Cloris Leachman - Joan of Arcadia como Tia Olivia - 2006: Patricia Clarkson - Six Feet Under como Sarah O'Connor - Joanna Cassidy - Six Feet Under como Margaret Chenowith - Swoosie Kurtz - Huff como Madeleine Sullivan - Christina Ricci - Grey's Anatomy como Hannah Davies - Kate Burton - Grey's Anatomy como Ellis Grey - 2007: Leslie Caron - Law & Order: Special Victims Unit como Lorraine Delmas - Marcia Gay Harden - Law & Order: Special Victims Unit como Dana Lewis - Jean Smart - 24 como Martha Logan - Elizabeth Reaser - Grey's Anatomy como Rebecca Pope/Ava - Kate Burton - Grey's Anatomy como Ellis Grey - 2008: Cynthia Nixon - Law & Order: Special Victims Unit como Janis Donovan - Ellen Burstyn - Big Love como Nancy Dutton - Diahann Carroll - Grey's Anatomy como Jane Burke - Sharon Gless - Nip/Tuck como Colleen Rose - Anjelica Huston - Medium como Cynthia Keener - 2009: Ellen Burstyn - Law & Order: Special Victims Unit como Bernadette Stabler - Brenda Blethyn - Law & Order: SVU como Linnie Malcolm/Caroline Cantwell - Carol Burnett - Law & Order: Special Victims Unit como Bridget "Birdie" Sulloway - Sharon Lawrence - Grey's Anatomy como Robbie Stevens - CCH Pounder - The No. 1 Ladies' Detective Agency como Sra. Curtin |

## Anos 2010
| - 2010: Ann-Margret - Law & Order: Special Victims Unit como Rita Wills - Shirley Jones - The Cleaner como Lola Zellman - Elizabeth Mitchell - Lost como Juliet Burke - Mary Kay Place - Big Love como Adaleen Grant - Sissy Spacek - Big Love como Marylin Densham - Lily Tomlin - Damages como Marylin Tobin - 2011: Loretta Devine - Grey's Anatomy como Adele Webber - Cara Buono - Mad Men como Faye Miller - Randee Heller - Mad Men como Ida Blankenship - Joan Cusack - Shameless como Sheila Jackson - Mary McDonnell - The Closer como Sharon Raydor - Julia Stiles - Dexter como Lumen Pierce - Alfre Woodard - True Blood como Ruby Jean Reynolds - 2012: Martha Plimpton - The Good Wife como Patti Nyholm - Jean Smart - Harry's Law como Roseanna Remmick - Joan Cusack - Shameless como Sheila Jackson - Julia Ormond - Mad Men como Marie Calvet - Loretta Devine - Grey's Anatomy como Adele Webber - Uma Thurman - Smash como Rebecca Duvall - 2013: Carrie Preston - The Good Wife como Elsbeth Tascioni - Margo Martindale - The Americans como Claudia - Joan Cusack - Shameless como Sheila Jackson - Jane Fonda - The Newsroom como Leona Lansing - Diana Rigg - Game of Thrones como Olenna Tyrell - Linda Cardellini - Mad Men como Sylvia Rosen - 2014: Allison Janney - Masters of Sex como Margaret Scully - Margo Martindale - The Americans como Claudia - Kate Mara - House of Cards como Zoe Barnes - Jane Fonda - The Newsroom como Leona Lansing - Diana Rigg - Game of Thrones como Olenna Tyrell - Kate Burton - Scandal como Sally Langston | - 2015: Margo Martindale - The Americans como Claudia - Rachel Brosnahan - House of Cards como Rachel Posner - Allison Janney - Masters of Sex como Margaret Scully - Khandi Alexander - Scandal como Maya Pope - Diana Rigg - Game of Thrones como Olenna Tyrell - Cicely Tyson - How to Get Away with Murder como Ophelia Harkness - 2016: Margo Martindale - The Americans como Claudia - Ellen Burstyn - House of Cards como Elizabeth Hale - Molly Parker - House of Cards como Jackie Sharp - Allison Janney - Masters of Sex como Margaret Scully - Laurie Metcalf - Horace and Pete como Sarah Marsh - Carrie Preston - The Good Wife como Elsbeth Tascioni - 2017: Alexis Bledel - The Handmaid's Tale como Ofglen/Emily - Ann Dowd - The Leftovers como Patti Levin - Alison Wright - The Americans como Martha Hanson - Shannon Purser - Stranger Things como Barb Holland - Laverne Cox - Orange Is the New Black como Sophia Burset - Cicely Tyson - How to Get Away with Murder como Ophelia Harkness - 2018: Samira Wiley - The Handmaid's Tale como Moira - Cherry Jones - The Handmaid's Tale como Holly Maddox - Kelly Jenrette - The Handmaid's Tale como Annie - Viola Davis - Scandal como Annalise Keating - Diana Rigg - Game of Thrones como Olenna Tyrell - Cicely Tyson - How to Get Away with Murder como Ophelia Harkness - 2019: Cherry Jones - The Handmaid's Tale como Holly Maddox - Laverne Cox - Orange Is the New Black como Sophia Burset - Carice van Houten - Game of Thrones como Melisandre - Jessica Lange - American Horror Story: Apocalypse como Constance Langdon - Cicely Tyson - How to Get Away with Murder como Ophelia Harkness - Phylicia Rashad - This Is Us como Carol Clarke |